# Argeios (Kentaur)
Argeios (altgriechisch Ἀργεῖος Argeíos) ist ein Kentaur der griechischen Mythologie.
Er erscheint bei Diodor im Rahmen der dritten Aufgabe des Herakles, in der er den erymanthischen Eber fangen muss. Herakles wird bei seiner Suche nach dem Eber vom Kentauren Pholos aufgenommen und bewirtet. In der Höhle des Pholos wurde von Dionysos vier Generationen zuvor ein Weinfass vergraben, das erst bei der Ankunft des Herakles geöffnet werden darf. Als Pholos das Fass öffnet, werden die in der Nähe befindlichen Kentauren wegen des starken Geruchs des Weins verrückt und wollen den Wein für sich.
Es kommt zu einem Kampf zwischen den Kentauren und Herakles, bei dem die Wolke Nephele, die Stammmutter der Kentauren, diese mit einem vierbeinige Wesen begünstigenden Regen unterstützt. Dennoch gelingt es Herakles, einen Teil der Kentauren zu töten und den anderen Teil in die Flucht zu schlagen. Argeios wird unter die Kentauren gezählt, die von Herakles getötet werden.
Als ebenfalls getötete Kentauren nennt Diodor Daphnis, Amphion, Hippotion, Oreios, Isoples, Melachaites, Thereus, Dupon und Phrixos.